# Friedrich Ernst Fesca

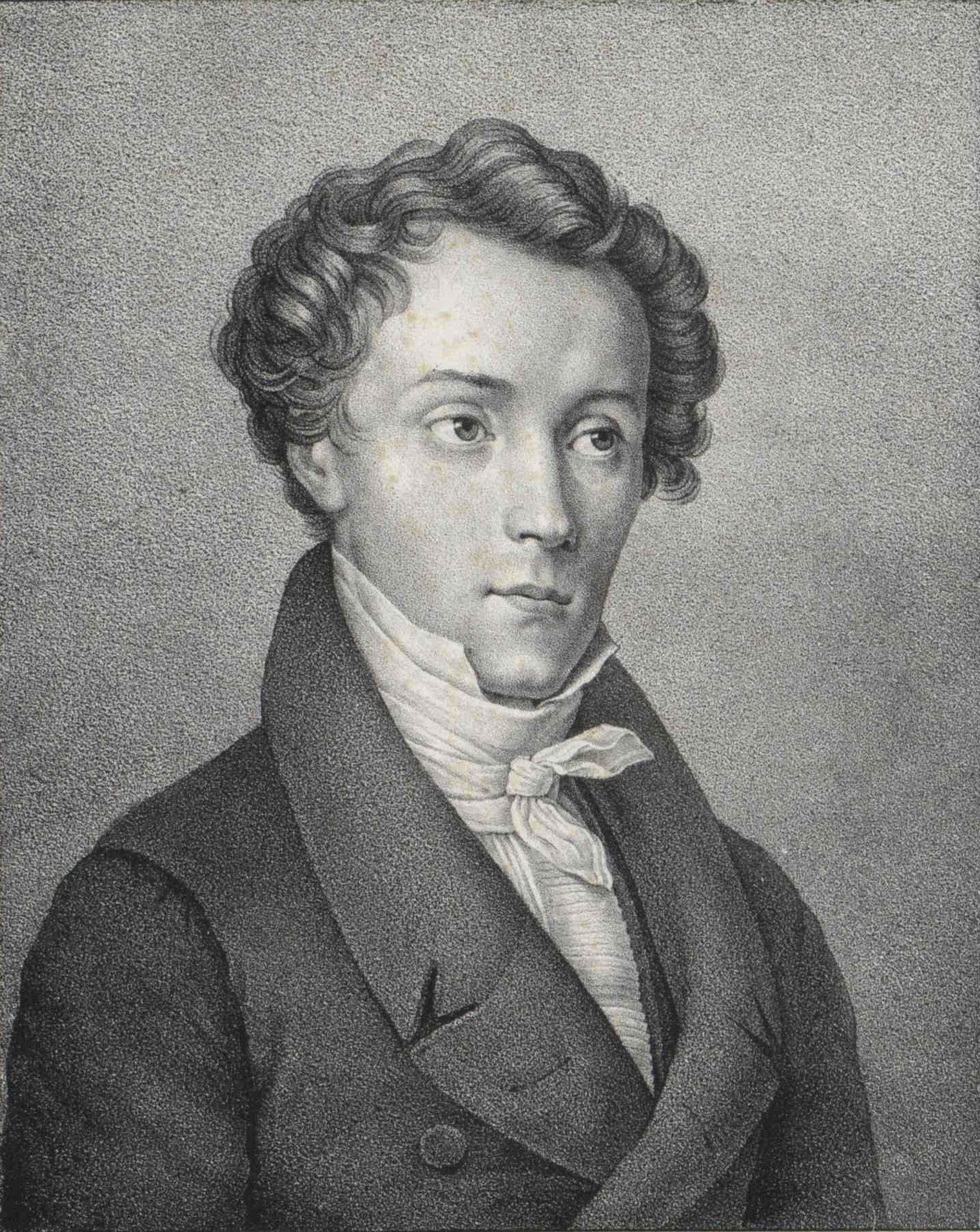
Friedrich Ernst Fesca

Friedrich Ernst Fesca (* 15. Februar 1789 in Magdeburg; † 24. Mai 1826 in Karlsruhe) war ein deutscher Violinist und Komponist klassischer Musik.

## Leben
Friedrich Fesca entstammt einer musikliebenden Familie. Sein Vater war der Magdeburger Marktrichter Johann Peter August Fesca, der als Musikliebhaber regen Anteil am Musikleben seiner Stadt nahm. Seine Mutter war die Sängerin Marianne Podleska, Schülerin von Johann Adam Hiller.
Im Alter von 11 Jahren debütierte Fesca als Violinvirtuose in seiner Heimatstadt und trat in der Folge in dortigen Konzerten der Freimaurerloge auf; etwa gleichzeitig erhielt er ersten Theorieunterricht bei Johann Friedrich Zachariae, später bei Friedrich Adolph Pitterlin (beides bestimmende Figuren im Magdeburger Musikleben). Offenbar begann Fesca in dieser Zeit mit der Komposition von Streichquartetten; denn als Louis Spohr auf einer seiner Konzertreisen im Jahr 1804 Magdeburg besuchte und eine Einladung zu einer „Musikpartie bei Herrn Kammersekretär Fesca“ Folge leistete, lobte er ein Quartett von Fesca junior: Es „ist sehr gut gearbeitet und zeugt von großem Talent“.
In Leipzig studierte Fesca ab 1805 u. a. beim Thomaskantor August Eberhard Müller, der ihn später als Geiger an das Gewandhausorchester vermittelte. Hier trat er, gemeinsam mit dem Cellisten Justus Johann Friedrich Dotzauer, in damals noch seltenen öffentlichen Streichquartettrezitaten auf, sowie am 6. Oktober 1805 mit einem (verlorengegangenen) eigenen Violinkonzert in e-Moll. Nach einer kurzen Anstellung als Hofmusiker des Großherzogs Peter Friedrich Ludwig von Oldenburg war Fesca von 1808 bis zum Ende des Königreichs Westphalen 1813 Sologeiger der Kasseler Hofkapelle. 1810/11 machten sich erste Anzeichen einer Lungenerkrankung bemerkbar; diese Erkrankung hinderte ihn fast zwei Jahre lang an öffentlichen Auftritten. In dieser Zeit entstanden unter anderem seine Sinfonien 1 und 2.
1814 wechselte er als Violinist an die großherzoglich-badische Kapelle nach Karlsruhe, deren Konzertmeister er im darauffolgenden Jahr wurde. Wegen seines Lungenleidens musste er sein Violinspiel stark einschränken und 1821 ganz aufgeben. Er widmete sich dann wieder verstärkt seiner kompositorischen Tätigkeit, bis er 1826 nach langer Leidenszeit starb. Zu seinen letzten Kompositionen gehören zwei Ouvertüren (op. 41 und 43), die er 1825 komponierte.
Fesca heiratete im Mai 1812 in Kassel Charlotte Dingelstedt; Tochter des Hornisten Johann Heinrich Dingelstedt; die beiden hatten vier Kinder, allesamt Söhne. Ihr zweitältester Sohn Alexander Ernst Fesca (1820–1849) wurde Komponist und starb ebenfalls früh an einem Lungenleiden.
Nach Fescas Tod verfasste Friedrich Rochlitz einen Nachruf, der die Grundlage der Fesca-Biographik bildet.

## Rezeption
Fesca wurde von seinen Zeitgenossen – darunter Carl Maria von Weber – in erster Linie als Komponist von Streichquartetten geschätzt. Kein anderer Quartettkomponist seiner Zeit wurde in der tonangebenden Allgemeinen musikalischen Zeitung so häufig rezensiert wie er. Die Kritiker attestierten Fescas Quartetten eine aufwändige Satztechnik und erfindungsreiche thematisch-motivische Arbeit, reiche Harmonik sowie die Einbeziehung virtuoser Elemente bei gleichzeitiger individueller Prägung. Gemessen wurden Fescas Quartette an denjenigen Haydns und Mozarts – zunehmend auch Beethovens – als klassische Vorbilder und an Louis Spohr, George Onslow sowie Andreas und Bernhard Romberg als ebenbürtige Zeitgenossen.
Neben den Streichquartetten und -quintetten fanden auch Fescas Sinfonien, Opern und geistlichen Kompositionen gute Aufnahme bei den Zeitgenossen. Aufführungen seiner Psalmvertonungen sind bis gegen Mitte des 19. Jahrhunderts nachzuweisen und Friedrich Rochlitz befand: „In Fesca’s Quartettmusik spricht sich das ihm Eigenste seines Wesens doch wohl am deutlichsten aus; obgleich, unserm Urtheile nach, die gelungensten seiner geistlichen Compositionen höher stehen.“
Wie bei den Streichquartetten galten auch bei den Sinfonien nach 1800 Haydn und Mozart als Maßstäbe eines zunächst noch recht vielfältigen Repertoires. Dass mit Spohr, E.T.A. Hoffmann, Andreas Romberg und Fesca gleich eine ganze Reihe ambitionierter Komponisten sich Mozarts Sinfonie in Es-Dur, KV 543 zum Modell wählten, schien den Zeitgenossen naheliegend, sofern von einer „Copie hier nicht im geringsten die Rede [sein kann]: nur wie ein Canova Griechenlands herrliche Reliquien begeisterten, und deren Abspiegelungen in seinem Innern eigengestaltete, selbständige Werke erzeugte, so ziehen des verewigten Sängers [i.e. Mozarts] herrliche Klänge Andere, und auch Hrn. F[esca] an. man empfängt die Richtung der Gefühle und des Geschmacks; man wählt die Form: und die ähnliche und doch so unähnliche Schwester ist da“.
In dieser Zeit änderten sich der Musikgeschmack des Publikums und die Einstellung der Kritik jedoch grundlegend infolge der zunehmenden Popularisierung der Sinfonien Beethovens. Viele Sinfonien fielen der Vergessenheit anheim, als sich Beethovens Sinfonien

„[…] als unüberbietbare Muster durchgesetzt hatten. Standen die Werke dieser Komponisten in unmittelbarer Konkurrenz zu den noch nicht etablierten Schöpfungen Beethovens, so stand die nachfolgende Komponistengeneration, zu nennen wären Ferdinand Ries (1784–1838), George Onslow (1784–1853) und Friedrich Ernst Fesca (1789–1826), vor dem Problem, einen Individualstil zu entwickeln, ohne sich von dem durch Beethovens Musik gesetzten Standard zu weit zu entfernen; ein zeitgenössischer Rezensent umriss das Problem im Jahr 1829 folgendermaßen:
Nähern sich diese Tondichtungen anderer Componisten den Beethoven’schen zu sehr, so verwirft man sie nur zu leicht als Nachahmungen, stehen sie jenen zu fern, so sprechen sie in der Regel nicht an. Fällt also das Schiff nicht in die Scylla, so fällt es in die Charybdis.
[…] individuelle Formgestaltungen und originelle Personalstile [wurden] nicht ihrer Bedeutung entsprechend gewürdigt […].“

Schuberts Große Sinfonie in C-Dur wurde 1839 bekannt; auch dieses Werk änderte den Publikumsgeschmack stark und nachhaltig; Werke, die zwischen 1813 und 1839 geschrieben worden waren, gerieten großenteils in Vergessenheit.
Auch Fescas früher Tod trug dazu bei, dass seine Werke schnell vergessen wurden.
Ende der 1990er Jahre erschienen erstmals Werke von Fesca auf CD: seine drei Sinfonien sowie drei Flötenquartette wurden eingespielt und vom Klassiklabel cpo veröffentlicht.

## Werke
Ein komplettes thematisch-bibliographisches Werkverzeichnis enthält die Dissertation von Markus Frei-Hauenschild.

### Instrumentalmusik

#### Sinfonien
- 1. Sinfonie Es-Dur op. 6 (ca. 1810/11; Erstdruck 1817/18)
- 2. Sinfonie D-Dur op. 10 (ca. 1810; Erstdruck 1817/18)
- 3. Sinfonie D-Dur op. 13 (1816; Erstdruck 1819)

#### Sonstige Orchestermusik
- Andante und Rondo für Horn und Orchester F-Dur op. 39 (1825/26)
- Ouvertüre D-Dur op. 41 (1825/26)
- Ouvertüre C-Dur op. posth. 43 (1826)

#### Streichquartette
- Es-Dur, fis-Moll, B-Dur op. 1 (vor 1814; Erstdruck 1815)
- h-Moll, g-Moll, E-Dur op. 2 (vor 1814; Erstdruck 1815)
- a-Moll, D-Dur, Es-Dur op. 3 (Nr. 2 vor 1814; Erstdruck 1816)
- c-Moll op. 4 (1815?; Erstdruck 1816)
- f-Moll, e-Moll op. 7 (1816; Erstdruck 1817)
- d-Moll op. 12 (1817?; Erstdruck 1818/19)
- B-Dur op. 14 (1819)
- D-Dur op. 34 (1824)
- C-Dur op. 36 (1825)

#### Streichquintette
- D-Dur op. 8 (1817)
- Es-Dur op. 9 (1817)
- E-Dur op. 15 (1829)
- B-Dur op. 20 (1821)

#### Flötenquartette
- Flötenquartett D-Dur op. 37 (1825)
- Flötenquartett G-Dur op. 38 (1825)
- Flötenquartett F-Dur op. 40 (1825/26)
- Flötenquartett D-Dur op. 42 (1826)

#### Sonstige Kammermusik
- Flötenquintett C-Dur op. 22 (1820/21)
- Potpourri für Horn und Streichquartett F-Dur op. 29 (1823/24)
- Potpourri für Violine und Streichtrio C-Dur op. 6[a] (1818)
- Potpourri für Violine und Streichtrio B-Dur op. 11 (1818)
- Potpourri für Violine und Streichtrio A-Dur op 23 (1821)

### Vokalmusik

#### Opern
- Cantemire op. 19 (UA 1820 in Karlsruhe; Erstdruck 1822)
- Omar und Leila op. 28 (UA 1824 in Karlsruhe; Erstdruck 1824)

#### Geistliche Musik
- Vater Unser für Solisten (SATB) und Chor (SATB) op. 18 (1820)
- Der 9. Psalm für Solisten (SATB), Chor (SATB) und Orchester op. 21 (1821)
- Ein Satz aus dem 13. Psalm für vier Singstimmen (SATB) und Klavier op. 25 (1822/23)
- Der 103. Psalm für vier Singstimmen (SSAT), Chor (SATB) und Orchester op. 26 (1823)

#### Klavierlieder
- Lied Der Catharr für Singstimmen und Klavier WoO 6 (1823/24)
- 6 Lieder für Singstimme und Klavier op. 5 (1816/17)
- 6 Lieder für Singstimme und Klavier op. 17 (1822)
- 6 Lieder für Singstimme und Klavier op. 24 (1822)
- 5 Gesänge für ein und zwei Singstimmen und Klavier op. 27 (1822/23)
- 6 Lieder für Singstimme und Klavier op. 30 (1823/24)
- 5 Lieder für Singstimme und Klavier op. 32 (1824)

Das Duett Soldatenabschied op. 27 Nr. 1 erlangte Verbreitung als Kontrafaktur An der Saale hellem Strande.

#### Sonstige Vokalmusik
- Arie Ihr erhabnen Himmelsmächte für Sopran und Orchester, eingelegt in op. 28 (1825)
- Italienische Szene für Sopran und Orchester op. 33 (1825/26)

- Gesang An die heilige Caecilia für vier Singstimmen (SATB) WoO 5 (1823)
- 4 Gesänge für vier Singstimmen (SATB) op. 16 (1819)
- Scherzhafte Tafellied für vier Männerstimmen (TTBB) op. 31 (1823/24)
- 6 Tafellieder für vier Männerstimmen (TTBB) op. 35 (1825)

## Belege
1. 1 2  Allgemeine musikalische Zeitung vom 23. August 1826, Sp. 545 ff. (Digitalisat in der Google-Buchsuche); leicht veränderter Wiederabdruck in Friedrich Rochlitz, Für Freunde der Tonkunst, Bd. 3, Leipzig 1830, S. 117 ff. (Digitalisat in der Google-Buchsuche).
2. ↑  Louis Spohr: Lebenserinnerungen. hrsg. von Folker Göthel, Tutzing 1968, Bd. 1, S. 74. Zitiert nach Bert Hagels: .
3. ↑  Frei-Hauenschild 1998, S. 33
4. ↑  Bert Hagels in 'Friedrich Ernst Fesca' (Booklet zur cpo-CD 999 889-2, Seite 6).
5. ↑  Einspielung auf cpo-CD 999 889-2 (NDR Radiophilharmonie, Frank Beermann).
6. ↑  Webers Beitrag Die Tondichtweise des Herrn Konzertmeisters Fesca in Karlsruhe, nebst einigen Bemerkungen über Kritikwesen überhaupt erschien in der Allgemeinen musikalischen Zeitung vom 19. August 1818.
7. ↑  Vgl. die Übersicht bei Frei-Hauenschild 1998, S. 183 f.
8. ↑  Vgl. die Rezension des Quartetts op. 3,3: „[…] die Krone aber gebührt vor allem dem meisterhaft gearbeiteten Finale“ (Allgemeine musikalische Zeitung vom 25. Juni 1817).
9. ↑  Vgl. die Rezension des Quartetts op. 12: „Mit diesen wenigen Noten reicht der verständige Componist vollkommen aus, indem er sie mit der größten Mannigfaltigkeit in den verschiedensten Gestalten und Formen bald ganz, bald theilweise immer wieder bringt.“ (Allgemeine musikalische Zeitung vom 23. August 1820)
10. ↑  Vgl. die Rezension des Quartetts Op. 1,1: " Der 2te Teil wird gleichsam neu belebt, durch eine frappante, aber keineswegs beleidigende Modulation […]” (Allgemeine musikalische Zeitung vom 27. März 1816) oder Carl Maria von Weber: „Er moduliert oft scharf und schnell, fast wie Beethoven“ (Allgemeine musikalische Zeitung vom 19. August 1818).
11. ↑  Vgl. die Rezension des Quintetts op. 8: „[Der erste Violinist] hat überall nicht etwa nur die entscheidende und schwierigste Partie – wie freylich ein jeder gleich siehet, sondern er hat […] die gesammte und wahrhaft eigene Individualität des Hrn. F. auszusprechen.“ (Allgemeine musikalische Zeitung vom 27. März 1816).
12. ↑  Vgl. die Rezension eines Quartetts von Joseph Mayseder, dem es – so der Rezensent – nicht gelungen sei, die vorgeführte Virtuosität mit gehaltvoller Komposition zu verbinden: „[…] wir brauchten bloss auf die Werke dieser Gattung hinzuzeigen, wo das so ist und die ganze Welt sagt: so ist’s Recht – wie bey beyden Rombergen, bey Fesca, bey Spohr.“ (Allgemeine musikalische Zeitung vom 26. Februar 1824).
13. ↑  Vgl. dazu das Werkverzeichnis bei Frei-Hauenschild 1998.
14. ↑  Allgemeine musikalische Zeitung vom 23. August 1826.
15. ↑  Joachim Brügge, Markus Frei-Hauenschild: Mozarts ‚Schwanengesang’? Zur Rezeption der Es-Dur-Sinfonie im frühen 19. Jhdt. In: Joachim Brügge, Claudia M. Knispel (Hrsg.): Mozarts Orchesterwerke und Konzerte (= Gernot Gruber, in Verbindung mit Dieter Borchmeyer (Hrsg.): Das Mozart-Handbuch. Bd. 1). Laaber 2007, S. 543–547.
16. ↑  Rezension der ersten Sinfonie Es-Dur op. 6 von Fesca in der Allgemeinen musikalischen Zeitung vom 3. Juni 1818.
17. ↑  www.bert-hagels.de
18. ↑  so Hagels im Booklet der Fesca-CD 'Sinfonien 2 & 3' (cpo 2001/2004), Seite 4.
19. ↑  Frei-Hauenschild 1998, S. 443–570.

| Personendaten    | Personendaten                     |
| ---------------- | --------------------------------- |
| NAME             | Fesca, Friedrich Ernst            |
| KURZBESCHREIBUNG | deutscher Violinist und Komponist |
| GEBURTSDATUM     | 15. Februar 1789                  |
| GEBURTSORT       | Magdeburg                         |
| STERBEDATUM      | 24. Mai 1826                      |
| STERBEORT        | Karlsruhe                         |